# 千葉県道214号東金停車場線
千葉県道214号東金停車場線（ちばけんどう214ごう とうがねていしゃじょうせん）は、千葉県東金市を走る一般県道。

## 概要
- 起点：東金市東金（東金線 東金駅）
- 終点：東金市田間（新道・片貝県道入口交差点、国道126号・千葉県道25号東金片貝線交点）

## 通過する自治体
- 東金市

## 交差・接続する道路
- 千葉県道119号東金源線：東金市東金（東金駅入口交差点） - 田間（r119片貝県道入口交差点）
- 千葉県道301号東金山田台線：東金市田間（旧道・片貝県道入口交差点）
- 国道126号・千葉県道25号東金片貝線：東金市田間（新道・片貝県道入口交差点、終点）